# Wanakerta (Bungursari)
Wanakerta is een bestuurslaag in het regentschap Purwakarta van de provincie West-Java, Indonesië. Wanakerta telt 4179 inwoners (volkstelling 2010).